# Nyctemera quadriguttatta
Nyctemera quadriguttatta là một loài bướm đêm thuộc phân họ Arctiinae, họ Erebidae.